# Callicostella maclaudii
Callicostella maclaudii är en bladmossart som beskrevs av Brotherus 1907. Callicostella maclaudii ingår i släktet Callicostella och familjen Hookeriaceae. Inga underarter finns listade i Catalogue of Life.